# Enrico Castelli (basket-ball)
Pour les articles homonymes, voir Enrico Castelli.
Enrico Castelli, né le 22 février 1909, à Milan, en Italie et décédé le 21 septembre 1983, à Milan, est un ancien joueur et dirigeant italien de basket-ball. Il a été président de la Fédération d'Italie de basket-ball en 1945.

## Palmarès
- Champion d'Italie 1936, 1937, 1938, 1939